# レッドパージ
レッドパージ（英: red purge、レッド・パージ表記もある）は、連合国軍占領下の日本で、連合国軍最高司令官総司令部 (GHQ/SCAP) 総司令官ダグラス・マッカーサーの指令により、日本共産党員とシンパ（同調者）が公職追放され、当該期間に公務員や民間企業で「日本共産党員とその支持者」らを解雇した動きを指す。1万を超える人々が失職した。「赤狩り」とも俗称される。同じく
1950年にアメリカ合衆国で共産主義者が追放（マッカーシズム）された。アメリカでの動きも含めて全てをレッドパージ・赤狩りと称する場合もある。

## 概要

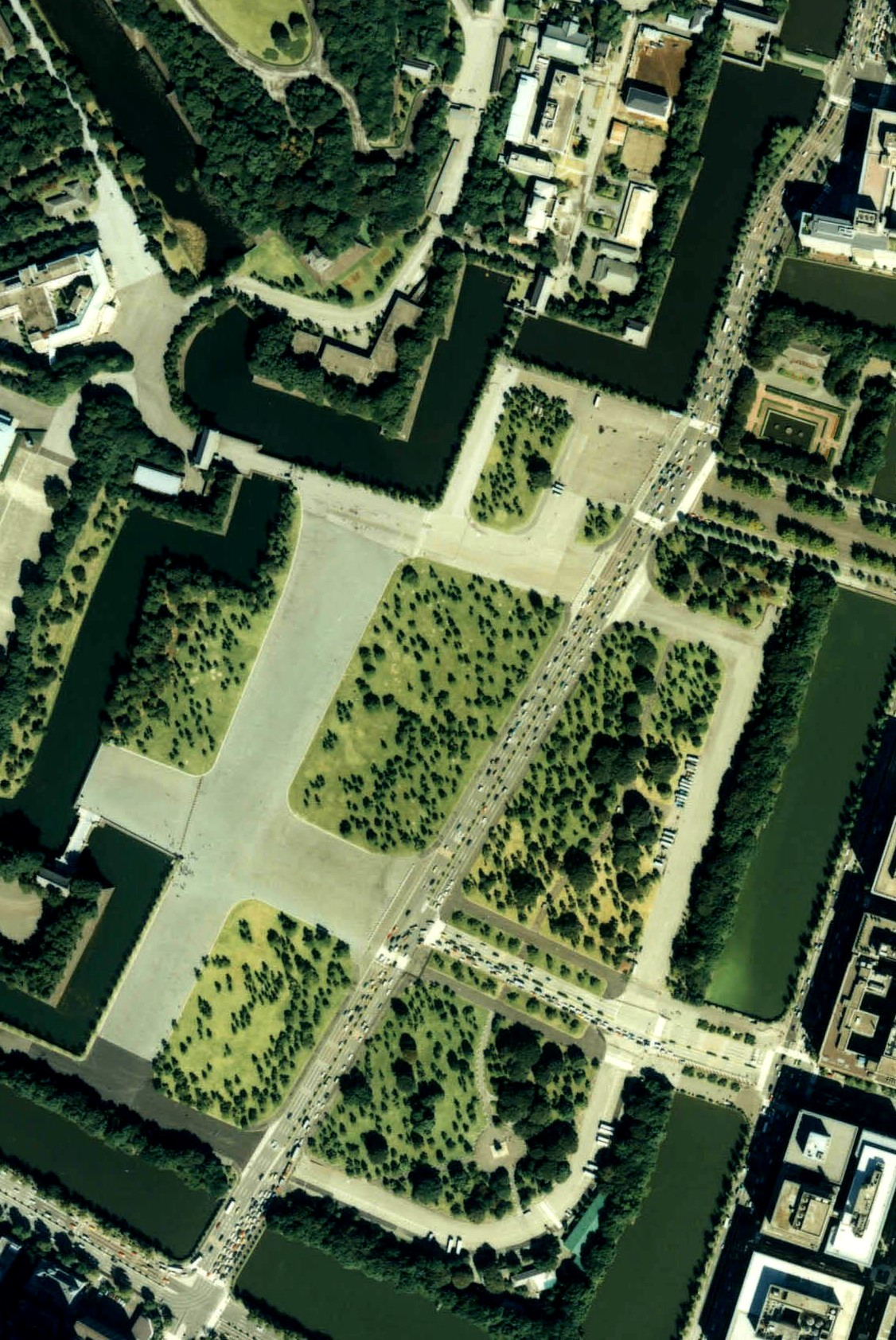
皇居前広場のある皇居外苑付近（1989年撮影）

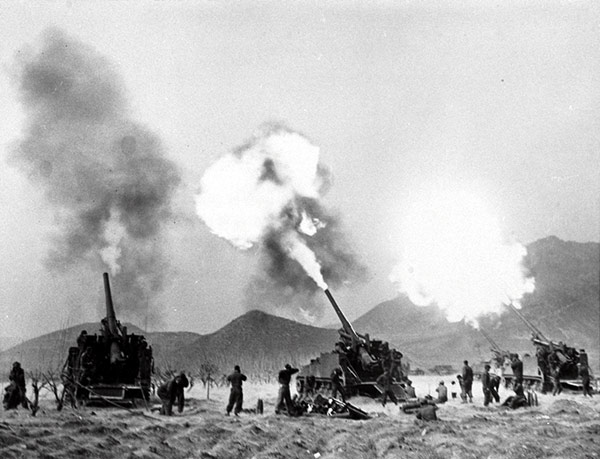
朝鮮戦争

第二次世界大戦終結後、日本の占領政策を担ったGHQは民政局 (GS) を中心に、治安維持法などの廃止、特別高等警察の廃止、内務省と司法省の解体・廃止などの、日本の民主化を推進し、主要幹部が刑務所から釈放された日本共産党も初めて合法的に活動を始めた。
労働運動が激化して、大規模なデモやストライキが発生する中、日本共産党の勢力が拡大し、1949年（昭和24年）1月の第24回衆議院議員総選挙で日本共産党は35議席を得た。同年、中国大陸では、国共内戦で毛沢東率いる中国共産党の勝利が確定的になる。
アジア・太平洋地域の共産化を恐れるジャパン・ロビーの動きが活発化し、日本は、GHQの主導権がGSから参謀第2部 (G2) に移り、共産主義勢力を弾圧する方針に転じた。冷戦の勃発に伴う「逆コース」である。
民間情報教育局 (CIE) 教育顧問のウォルター・クロスビー・イールズが1949年7月19日に新潟大学の講演で「共産主義の教授は大学を去るのが適当」と演説する。以降、岡山大学、広島大学、大阪大学でも同様の演説を行った。9月14日に九州大学で赤色教授に辞職が勧告され、富山大学、新潟大学など多くの大学で同趣旨の勧告が行われた（イールズ声明）。
1949年の下山事件、三鷹事件、松川事件の国鉄三大ミステリー事件では、日本共産党と国鉄労働組合が仕組んだという情報が流れた。
1950年5月3日にマッカーサーは日本共産党の非合法化を示唆し、5月30日に皇居前広場で日本共産党指揮下の大衆と占領軍が衝突して人民広場事件となり、6月6日にマッカーサー書簡を受けた吉田内閣は閣議で日本共産党中央委員24人、及び機関紙「アカハタ」幹部17人の公職追放を決定し、アカハタを停刊処分にした。20日後の6月26日から徳田球一、野坂参三、志賀義雄、伊藤憲一、春日正一、神山茂夫の6人は国会議員として失職し、高倉輝は第2回参院選で当選した直後に公職追放となり当選無効とされた。1950年7月に9人の日本共産党幹部について、団体等規正令に基づく政府の出頭命令を拒否したとして団体等規正令違反容疑で逮捕状が出る団規令事件が発生した。逮捕状が出た9人の日本共産党幹部は地下へ潜行し、一部は中国に亡命した。
マッカーサーは数次にわたり吉田茂総理大臣へ「共産分子の活動に関する書簡」を送付した。1950年7月28日から各報道機関は、書簡の趣旨に従い社内の共産党員、同調分子らに解雇通告を開始した。初日の解雇人数は、朝日新聞社72人、毎日新聞社49人、読売新聞社34人、日本経済新聞社10人、東京新聞社8人、日本放送協会104人、時事通信社16人、共同通信社33人、であった。映画会社は第一陣として東宝13人、松竹66人、大映30人を挙げ、映画監督、脚本家、俳優などが含まれた。同時期に労働争議が激しい東宝は、この後もレッドパージを口実に多数の社員を解雇して事態の沈静化に利用した。
同年9月の日本政府の閣議決定により、報道機関や官公庁や教育機関や大企業などでも日共系の追放（解雇）が行われた。銀行業界などは「当職場に共産党員は居ない」などとして、日共系の追放が最小限度に留まった事例や、大学では日共系の追放がほとんど行われなかった事例も見られ、反対派を共産党員と名指して解雇させて主導権を奪った国労の事例などもあった。
当時の日本共産党は同年1月にコミンフォルムから『恒久平和のために人民民主主義のために!』で平和革命論を批判されて、徳田を中心とする「所感派」と宮本顕治を中心とする「国際派」に分裂状態にあり、組織的な抵抗もほとんどみられなかった。
6月25日に朝鮮戦争が勃発し、「共産主義の脅威」が公然と語られる。その後、日本共産党も主導権を握った所感派が中心となって51年綱領が決定され、中核自衛隊などによる武装闘争が展開された。
公職追放の指令は1952年のサンフランシスコ平和条約の発効とともに解除された。
職場でレッドパージを受けた一般の労働者で復職できたものはほとんどおらず、レッドパージを受けたことが判明すると再就職に影響した。

## 裁判
雇用主を相手取った訴訟は、主権回復前の1952年4月2日の共同通信事件の最高裁決定で報道機関に対するレッドパージが、主権回復後の1960年4月18日の中外製薬事件の最高裁決定でも重要産業に対するレッドパージが、いずれも「GHQの指示による超憲法的な措置で解雇や免職は有効」として原告敗訴となり、以降の関連訴訟の判決の判例となっている。
1950年に電気通信省、旭硝子、川崎製鉄で追放解雇や免職にされた3人が、思想・良心の自由に対する侵害であるとして2004年に人権救済を申し立てた事をきっかけに、2008年に70人が同様に申し立てる。3人は2008年に日本弁護士連合会から救済勧告を受け、のちに神戸地方裁判所に国家賠償を求めて提訴する。原告は「報道機関や民間重要産業でのレッド・パージについてGHQは示唆したが指示まではおらず、日本政府が主導した」と主張したが、裁判所はこの主張について「示唆と受け取れるGHQ文書もあるが、実際はGHQの指示で日本政府には従う義務があった」とし、「レッドパージはGHQの指示による超憲法的な措置で、解雇や免職は有効」と従来の判例を踏襲して2011年5月26日に請求を棄却した。二審の大阪高等裁判所も、2012年10月24日に控訴棄却、2013年4月25日に最高裁判所第一小法廷で上告不受理を決定して判決が確定した。2010年に長崎県の7人について長崎県弁護士会が救済勧告した。
日本共産党は神戸訴訟の上告棄却と不受理について「日弁連も勧告を出しているように、日本国憲法第19条が保障する思想・良心の自由を蹂躙する人権侵害であり極めて不当なもの」とする抗議談話を発表した。